# Anke Huber
Ne pas confondre avec Liezel Huber et Petra Huber, également joueuses de tennis.
Pour les articles homonymes, voir Huber.
Anke Huber, née le 4 décembre 1974 à Bruchsal, est une joueuse de tennis allemande, professionnelle de janvier 1989 à novembre 2001.
Elle a remporté douze titres WTA en simple et un en double dames. Par équipes, elle a également été victorieuse de la Coupe de la Fédération 1992 et de la Hopman Cup 1995.
En simple, elle a atteint une finale en Grand Chelem, lors de l'Open d'Australie 1996, année durant laquelle elle a obtenu son meilleur classement, au 4e rang mondial.

## Carrière
En 1995, elle a joué la finale des Masters, perdant en cinq sets contre son illustre aînée Steffi Graf (1-6, 6-2, 1-6, 6-4, 3-6). Cette rencontre était la première finale 100 % allemande de l'histoire de l'épreuve. En atteignant la finale du tournoi, elle est devenue la troisième joueuse non-tête de série à réaliser cet exploit.
En 1996, elle a été finaliste à l'Open d'Australie (défaite face à Monica Seles). Cette même année, en octobre, elle a atteint le 4e rang mondial en simple, son meilleur classement WTA.
Elle remporte son dernier titre en simple sur le Circuit WTA lors de l'Idea Prokom Open de Sopot en juillet 2000.
Anke Huber a fait partie de cette génération de joueurs des années 1990 qui ont contribué à l'essor du tennis allemand au niveau mondial, à l'instar de Steffi Graf, Boris Becker ou Michael Stich.
Depuis 2002, elle est codirectrice du Grand Prix de Stuttgart qu'elle a remporté à deux reprises (1991 et 1994) lorsqu'elle était encore en activité.

## Palmarès

### Titres en simple dames
| No | Date       | Nom et lieu du tournoi                       | Catégorie | Dotation  | Surface         | Finaliste           | Score         |          |
| -- | ---------- | -------------------------------------------- | --------- | --------- | --------------- | ------------------- | ------------- | -------- |
| 1  | 20-08-1990 | OTB International Open, Schenectady          | Tier V    | 75 000 $  | Dur (ext.)      | Marianne Werdel     | 6-1, 5-7, 6-4 | Parcours |
| 2  | 14-10-1991 | Porsche Tennis GP, Filderstadt               | Tier II   | 350 000 $ | Dur (int.)      | Martina Navrátilová | 2-6, 6-2, 7-6 | Parcours |
| 3  | 12-07-1993 | Citroen Cup, Kitzbühel                       | Tier III  | 150 000 $ | Terre (ext.)    | Judith Wiesner      | 6-4, 6-1      | Parcours |
| 4  | 25-07-1994 | Styrian Open, Maria Lankowitz                | Tier IV   | 100 000 $ | Terre (ext.)    | Judith Wiesner      | 6-3, 6-3      | Parcours |
| 5  | 10-10-1994 | Porsche Tennis GP, Filderstadt               | Tier II   | 400 000 $ | Dur (int.)      | Mary Pierce         | 6-4, 6-2      | Parcours |
| 6  | 07-11-1994 | Virginia Slims of Philadelphia, Philadelphie | Tier I    | 750 000 $ | Moquette (int.) | Mary Pierce         | 6-0, 6-7, 7-5 | Parcours |
| 7  | 25-09-1995 | Sparkassen Cup, Leipzig                      | Tier II   | 430 000 $ | Moquette (int.) | Magdalena Maleeva   | Forfait       | Parcours |
| 8  | 17-06-1996 | Wilkinson Lady Championships, Rosmalen       | Tier III  | 164 250 $ | Gazon (ext.)    | Helena Suková       | 6-4, 7-6      | Parcours |
| 9  | 30-09-1996 | Sparkassen Cup, Leipzig                      | Tier II   | 450 000 $ | Moquette (int.) | Iva Majoli          | 5-7, 6-3, 6-1 | Parcours |
| 10 | 21-10-1996 | SEAT Open, Luxembourg                        | Tier III  | 164 250 $ | Moquette (int.) | Karina Habšudová    | 6-3, 6-0      | Parcours |
| 11 | 10-04-2000 | Estoril Open, Estoril                        | Tier IVa  | 140 000 $ | Terre (ext.)    | Nathalie Dechy      | 6-2, 1-6, 7-5 | Parcours |
| 12 | 17-07-2000 | Idea Prokom Open, Sopot                      | Tier III  | 170 000 $ | Terre (ext.)    | Gala León García    | 7-64, 6-3     | Parcours |

### Finales en simple dames
| No | Date       | Nom et lieu du tournoi                   | Catégorie | Dotation    | Surface         | Vainqueure        | Score                   |          |
| -- | ---------- | ---------------------------------------- | --------- | ----------- | --------------- | ----------------- | ----------------------- | -------- |
| 1  | 24-09-1990 | Open Whirlpool-Ville de Bayonne, Bayonne | Tier V    | 100 000 $   | Moquette (int.) | Nathalie Tauziat  | 6-3, 7-6                | Parcours |
| 2  | 11-01-1993 | Peters NSW Open, Sydney                  | Tier II   | 275 000 $   | Dur (ext.)      | Jennifer Capriati | 6-1, 6-4                | Parcours |
| 3  | 19-10-1993 | Autoglass Classic, Brighton              | Tier II   | 375 000 $   | Moquette (int.) | Jana Novotná      | 6-2, 6-4                | Parcours |
| 4  | 13-11-1995 | WTA Tour Championships, New York         | Masters   | 2 000 000 $ | Moquette (int.) | Steffi Graf       | 6-1, 2-6, 6-1, 4-6, 6-3 | Parcours |
| 5  | 15-01-1996 | Ford Australian Open, Melbourne          | G. Chelem | 3 970 600 $ | Dur (ext.)      | Monica Seles      | 6-4, 6-1                | Parcours |
| 6  | 12-08-1996 | Acura Classic, Manhattan Beach           | Tier II   | 450 000 $   | Dur (ext.)      | Lindsay Davenport | 6-2, 6-3                | Parcours |
| 7  | 07-10-1996 | Porsche Tennis GP, Filderstadt           | Tier II   | 450 000 $   | Dur (int.)      | Martina Hingis    | 6-2, 3-6, 6-3           | Parcours |
| 8  | 10-02-1997 | Open Gaz de France, Paris                | Tier II   | 450 000 $   | Moquette (int.) | Martina Hingis    | 6-3, 3-6, 6-3           | Parcours |
| 9  | 11-08-1997 | Omnium du Maurier, Toronto               | Tier I    | 926 250 $   | Dur (ext.)      | Monica Seles      | 6-2, 6-4                | Parcours |
| 10 | 05-02-2001 | Open Gaz de France, Paris                | Tier II   | 565 000 $   | Moquette (int.) | Amélie Mauresmo   | 7-62, 6-1               | Parcours |
| 11 | 21-05-2001 | Internationaux de Strasbourg, Strasbourg | Tier III  | 170 000 $   | Terre (ext.)    | Silvia Farina     | 7-5, 0-6, 6-4           | Parcours |

### Titre en double dames
| No | Date       | Nom et lieu du tournoi | Catégorie | Dotation  | Surface      | Partenaire  | Finalistes                   | Score         |          |
| -- | ---------- | ---------------------- | --------- | --------- | ------------ | ----------- | ---------------------------- | ------------- | -------- |
| 1  | 28-04-1997 | Rexona Cup Hambourg    | Tier II   | 450 000 $ | Terre (ext.) | Mary Pierce | Ruxandra Dragomir Iva Majoli | 2-6, 7-6, 6-2 | Parcours |

### Finales en double dames
| No | Date       | Nom et lieu du tournoi      | Catégorie | Dotation    | Surface         | Vainqueures                     | Partenaire         | Score         |          |
| -- | ---------- | --------------------------- | --------- | ----------- | --------------- | ------------------------------- | ------------------ | ------------- | -------- |
| 1  | 19-10-1993 | Autoglass Classic Brighton  | Tier II   | 375 000 $   | Moquette (int.) | Laura Golarsa Natalia Medvedeva | Larisa Neiland     | 6-3, 1-6, 6-4 | Parcours |
| 2  | 11-01-1999 | Adidas International Sydney | Tier II   | 420 000 $   | Dur (ext.)      | Elena Likhovtseva Ai Sugiyama   | Mary Joe Fernández | 6-3, 2-6, 6-0 | Parcours |
| 3  | 18-10-1999 | Kremlin Cup Moscou          | Tier I    | 1 050 000 $ | Moquette (int.) | Lisa Raymond Rennae Stubbs      | Julie Halard       | 6-1, 6-0      | Parcours |

### Titre en double mixte
| No | Date       | Nom et lieu du tournoi       | Catégorie | Surface    | Partenaire   | Finalistes                        | Score        |          |
| -- | ---------- | ---------------------------- | --------- | ---------- | ------------ | --------------------------------- | ------------ | -------- |
| 1  | 31-12-1994 | Hyundai Hopman Cup VII Perth | ITF       | Dur (int.) | Boris Becker | Natalia Medvedeva Andreï Medvedev | 3 matchs à 0 | Parcours |

### Finale en double mixte
| No | Date       | Nom et lieu du tournoi | Catégorie | Dotation    | Surface    | Vainqueures             | Partenaire      | Score        |          |
| -- | ---------- | ---------------------- | --------- | ----------- | ---------- | ----------------------- | --------------- | ------------ | -------- |
| 1  | 31-12-1993 | Hopman Cup VI Perth    | ITF       | 760 000 AU$ | Dur (int.) | Jana Novotná Petr Korda | Bernd Karbacher | 2 matchs à 1 | Parcours |

## Parcours en Grand Chelem

### En simple dames
| Année | Open d'Australie | Open d'Australie | Internationaux de France | Internationaux de France | Wimbledon       | Wimbledon          | US Open         | US Open           |
| ----- | ---------------- | ---------------- | ------------------------ | ------------------------ | --------------- | ------------------ | --------------- | ----------------- |
| 1990  | 3e tour (1/16)   | Raffaella Reggi  | -                        | -                        | 2e tour (1/32)  | Gabriela Sabatini  | 1er tour (1/64) | Jennifer Capriati |
| 1991  | 1/4 de finale    | Monica Seles     | 3e tour (1/16)           | Sandra Cecchini          | 4e tour (1/8)   | Zina Garrison      | 2e tour (1/32)  | Natasha Zvereva   |
| 1992  | 1/4 de finale    | Monica Seles     | 2e tour (1/32)           | Jo Durie                 | 3e tour (1/16)  | Yayuk Basuki       | 1er tour (1/64) | Sabine Appelmans  |
| 1993  | 4e tour (1/8)    | Arantxa Sánchez  | 1/2 finale               | Steffi Graf              | 4e tour (1/8)   | Gabriela Sabatini  | 3e tour (1/16)  | Kimiko Date       |
| 1994  | 3e tour (1/16)   | Ginger Helgeson  | 4e tour (1/8)            | Arantxa Sánchez          | 2e tour (1/32)  | Inés Gorrochategui | 2e tour (1/32)  | Leila Meskhi      |
| 1995  | 4e tour (1/8)    | Mary Pierce      | 4e tour (1/8)            | Steffi Graf              | 4e tour (1/8)   | Arantxa Sánchez    | 4e tour (1/8)   | Monica Seles      |
| 1996  | Finale           | Monica Seles     | 4e tour (1/8)            | Karina Habšudová         | 3e tour (1/16)  | Ai Sugiyama        | 1er tour (1/64) | Amanda Coetzer    |
| 1997  | 4e tour (1/8)    | Mary Pierce      | 1er tour (1/64)          | Kimberly Po              | 3e tour (1/16)  | Anna Kournikova    | 3e tour (1/16)  | Venus Williams    |
| 1998  | 1/2 finale       | Martina Hingis   | -                        | -                        | -               | -                  | 1er tour (1/64) | Iva Majoli        |
| 1999  | 2e tour (1/32)   | Sylvia Plischke  | -                        | -                        | 1er tour (1/64) | Jennifer Capriati  | 1/4 de finale   | Martina Hingis    |
| 2000  | 1er tour (1/64)  | Kristie Boogert  | 4e tour (1/8)            | Venus Williams           | 4e tour (1/8)   | Martina Hingis     | 1/4 de finale   | Elena Dementieva  |
| 2001  | -                | -                | 2e tour (1/32)           | Virginie Razzano         | 4e tour (1/8)   | Justine Henin      | 3e tour (1/16)  | Elena Dementieva  |

À droite du résultat, l’ultime adversaire.

### En double dames
| Année | Open d'Australie             | Open d'Australie           | Internationaux de France     | Internationaux de France  | Wimbledon                    | Wimbledon                | US Open                      | US Open                    |
| ----- | ---------------------------- | -------------------------- | ---------------------------- | ------------------------- | ---------------------------- | ------------------------ | ---------------------------- | -------------------------- |
| 1991  | 1er tour (1/32) B. Rittner   | M. Bollegraf Lise Gregory  | 3e tour (1/8) Julie Halard   | G. Fernández Jana Novotná | 1er tour (1/32) Julie Halard | A. Sánchez Helena Suková | 1er tour (1/32) Julie Halard | Debbie Graham S. McCarthy  |
| 1992  | 1er tour (1/32) Julie Halard | L. Neiland Jana Novotná    | 1/2 finale Steffi Graf       | G. Fernández N. Zvereva   | 3e tour (1/8) Kohde-Kilsch   | Navrátilová Pam Shriver  | 1er tour (1/32) Julie Halard | I. Demongeot N. Tauziat    |
| 1993  | 1er tour (1/32) Julie Halard | F. Labat P. Tarabini       | 1er tour (1/32) Julie Halard | A. Coetzer Gorrochategui  | 2e tour (1/16) Julie Halard  | K. Habšudová N. Jagerman | 1er tour (1/32) Julie Halard | Patty Fendick M. McGrath   |
| 1994  | 1er tour (1/32) Julie Halard | Yone Kamio K. Nagatsuka    | 2e tour (1/16) M. Oremans    | Julie Halard N. Tauziat   | 2e tour (1/16) W. Probst     | G. Fernández N. Zvereva  | -                            | -                          |
| 1995  | 1er tour (1/32) R. Jensen    | Patty Fendick MJ Fernández | -                            | -                         | -                            | -                        | 2e tour (1/16) C. Singer     | Julie Halard N. Tauziat    |
| 1996  | 3e tour (1/8) K. Kschwendt   | Chanda Rubin A. Sánchez    | -                            | -                         | -                            | -                        | 1er tour (1/32) Iva Majoli   | S. Jeyaseelan Rene Simpson |
| 1997  | 3e tour (1/8) B. Rittner     | Nicole Arendt M. Bollegraf | 2e tour (1/16) Monica Seles  | L. Davenport Jana Novotná | 2e tour (1/16) Monica Seles  | Els Callens G. Helgeson  | 3e tour (1/8) MJ Fernández   | A. Fusai N. Tauziat        |
| 1998  | 3e tour (1/8) A. Coetzer     | C. Martínez P. Tarabini    | -                            | -                         | -                            | -                        | 1er tour (1/32) A. Coetzer   | N. Kijimuta Nana Miyagi    |
| 1999  | 1er tour (1/32) Linda Wild   | C. Cristea R. Dragomir     | -                            | -                         | -                            | -                        | 2e tour (1/16) A. Sidot      | Mary Pierce B. Schett      |
| 2000  | 1er tour (1/32) E. Tatarkova | T. Musgrave B. Stewart     | 1/4 de finale B. Schett      | A. Fusai N. Tauziat       | 3e tour (1/8) B. Schett      | V. Ruano Paola Suárez    | 1/4 de finale B. Schett      | Julie Halard Ai Sugiyama   |
| 2001  | -                            | -                          | 1/4 de finale B. Schett      | V. Ruano Paola Suárez     | 1er tour (1/32) B. Schett    | B. Rittner María Vento   | 2e tour (1/16) B. Schett     | S. Testud Roberta Vinci    |

Sous le résultat, la partenaire ; à droite, l’ultime équipe adverse.

### En double mixte
| Année | Open d'Australie              | Open d'Australie           | Internationaux de France | Internationaux de France | Wimbledon                  | Wimbledon                | US Open                      | US Open                   |
| ----- | ----------------------------- | -------------------------- | ------------------------ | ------------------------ | -------------------------- | ------------------------ | ---------------------------- | ------------------------- |
| 1990  | -                             | -                          | -                        | -                        | 3e tour (1/8) G. Michibata | R. Fairbank Danie Visser | -                            | -                         |
| 1994  | 1er tour (1/16) Murphy Jensen | Rennae Stubbs M. Woodforde | -                        | -                        | 2e tour (1/16) A. Medvedev | J. Richardson Ken Flach  | -                            | -                         |
| 1997  | -                             | -                          | -                        | -                        | -                          | -                        | 1er tour (1/16) Joshua Eagle | Helena Suková Cyril Suk   |
| 1998  | -                             | -                          | -                        | -                        | -                          | -                        | 1er tour (1/16) Joshua Eagle | Mirjana Lučić M. Bhupathi |
| 2000  | -                             | -                          | -                        | -                        | 1/2 finale Joshua Eagle    | Kim Clijsters L. Hewitt  | -                            | -                         |
| 2001  | -                             | -                          | -                        | -                        | 1er tour (1/32) A. Florent | Magüi Serna A. Kratzmann | -                            | -                         |

Sous le résultat, le partenaire ; à droite, l’ultime équipe adverse.

## Parcours aux Masters

### En simple dames
| # | Date       | Nom de l'édition                      | ($)       | Surface         | Résultat       | Ultime adversaire | Score                   |          |
| - | ---------- | ------------------------------------- | --------- | --------------- | -------------- | ----------------- | ----------------------- | -------- |
| 1 | 15/11/1993 | Virginia Slims Championships New York | 3 708 500 | Moquette (int.) | 1/2 finale     | Steffi Graf       | 6-2, 3-6, 6-3           | Parcours |
| 2 | 14/11/1994 | Virginia Slims Championships New York | 3 500 000 | Moquette (int.) | 1er tour (1/8) | Lindsay Davenport | 6-2, 6-3                | Parcours |
| 3 | 13/11/1995 | WTA Tour Championships New York       | 2 000 000 | Moquette (int.) | Finale         | Steffi Graf       | 6-1, 2-6, 6-1, 4-6, 6-3 | Parcours |
| 4 | 18/11/1996 | Chase Championships New York          | 2 000 000 | Moquette (int.) | 1er tour (1/8) | Iva Majoli        | 7-5, 6-2                | Parcours |
| 5 | 17/11/1997 | Chase Championships New York          | 2 000 000 | Moquette (int.) | 1er tour (1/8) | Iva Majoli        | 7-6, 7-6                | Parcours |
| 6 | 15/11/1999 | Chase Championships New York          | 2 000 000 | Moquette (int.) | 1/4 de finale  | Lindsay Davenport | 6-3, 6-1                | Parcours |
| 7 | 29/10/2001 | Sanex Championships Munich            | 3 000 000 | Dur (int.)      | 1er tour (1/8) | Justine Henin     | 6-1, 6-2                | Parcours |

## Parcours aux Jeux olympiques

### En simple dames
| # | Date       | Nom de l'olympiade             | Surface      | Résultat      | Ultime adversaire | Score         |          |
| - | ---------- | ------------------------------ | ------------ | ------------- | ----------------- | ------------- | -------- |
| 1 | 28/07/1992 | Olympic Tennis Event Barcelone | Terre (ext.) | 1/4 de finale | Jennifer Capriati | 6-3, 7-61     | Parcours |
| 2 | 23/07/1996 | Olympic Tennis Event Atlanta   | Dur (ext.)   | 3e tour (1/8) | Lindsay Davenport | 6-1, 3-6, 6-3 | Parcours |

### En double dames
| # | Date       | Nom de l'olympiade             | Surface      | Résultat      | Partenaire  | Ultimes adversaires               | Score     |          |
| - | ---------- | ------------------------------ | ------------ | ------------- | ----------- | --------------------------------- | --------- | -------- |
| 1 | 28/07/1992 | Olympic Tennis Event Barcelone | Terre (ext.) | 2e tour (1/8) | Steffi Graf | Gigi Fernández Mary Joe Fernández | 7-63, 6-4 | Parcours |

## Parcours en Coupe de la Fédération
| #                                                                          | Date       | Lieu                | Surface                            | Gagnante(s)                       | Perdante(s)                      | Score           |          |
|                                                                            |            |                     |                                    |                                   |                                  |                 |          |
| 1990 - 1er tour (groupe mondial) - Allemagne - Argentine - 2 : 1           |            |                     |                                    |                                   |                                  |                 |          |
| 1                                                                          | 23/07/1990 | Atlanta             | Dur (ext.)                         | Anke Huber                        | Bettina Fulco                    | 6-1, 6-2        | Parcours |
|                                                                            |            |                     |                                    |                                   |                                  |                 |          |
| 1990 - 2e tour (groupe mondial) - Allemagne - Pays-Bas - 1 : 2             |            |                     |                                    |                                   |                                  |                 |          |
| 2                                                                          | 23/07/1990 | Atlanta             | Dur (ext.)                         | Brenda Schultz                    | Anke Huber                       | 6-3, 6-2        | Parcours |
|                                                                            |            |                     |                                    |                                   |                                  |                 |          |
| 1991 - 1er tour (groupe mondial) - Allemagne - Grèce - 3 : 0               |            |                     |                                    |                                   |                                  |                 |          |
| 3                                                                          | 23/07/1991 | Nottingham          |                                    | Anke Huber                        | Christína Papadáki               | 3-6, 6-3, 6-3   | Parcours |
|                                                                            |            |                     |                                    |                                   |                                  |                 |          |
| 1991 - 2e tour (groupe mondial) - Allemagne - Canada - 2 : 1               |            |                     |                                    |                                   |                                  |                 |          |
| 4                                                                          | 24/07/1991 | Nottingham          |                                    | Anke Huber                        | Rene Simpson                     | 6-4, 6-3        | Parcours |
| 4                                                                          | 24/07/1991 | Nottingham          | Jill Hetherington Patricia Hy      | Anke Huber Barbara Rittner        | 5-7, 6-1, 6-2                    |                 | Parcours |
|                                                                            |            |                     |                                    |                                   |                                  |                 |          |
| 1991 - 1/4 de finale (groupe mondial) - Allemagne - Italie - 2 : 1         |            |                     |                                    |                                   |                                  |                 |          |
| 5                                                                          | 26/07/1991 | Nottingham          |                                    | Anke Huber                        | Sandra Cecchini                  | 6-2, 6-3        | Parcours |
| 5                                                                          | 26/07/1991 | Nottingham          | Federica Bonsignori Linda Ferrando | Anke Huber Barbara Rittner        | 1-0, ab.                         |                 | Parcours |
|                                                                            |            |                     |                                    |                                   |                                  |                 |          |
| 1991 - 1/2 finale (groupe mondial) - Espagne - Allemagne - 3 : 0           |            |                     |                                    |                                   |                                  |                 |          |
| 6                                                                          | 27/07/1991 | Nottingham          |                                    | Arantxa Sánchez                   | Anke Huber                       | 6-1, 2-6, 6-2   | Parcours |
| 6                                                                          | 27/07/1991 | Nottingham          | Conchita Martínez Arantxa Sánchez  | Anke Huber Barbara Rittner        | 6-1, 6-1                         |                 | Parcours |
|                                                                            |            |                     |                                    |                                   |                                  |                 |          |
| 1992 - 1er tour (groupe mondial) - Allemagne - Nouvelle-Zélande - 3 : 0    |            |                     |                                    |                                   |                                  |                 |          |
| 7                                                                          | 13/07/1992 | Francfort           | Terre (ext.)                       | Anke Huber                        | Hana Adamkova-Guy                | 6-1, 6-0        | Parcours |
|                                                                            |            |                     |                                    |                                   |                                  |                 |          |
| 1992 - 2e tour (groupe mondial) - Allemagne - Pays-Bas - 2 : 1             |            |                     |                                    |                                   |                                  |                 |          |
| 8                                                                          | 15/07/1992 | Francfort           | Terre (ext.)                       | Anke Huber                        | Nicole Jagerman                  | 7-5, 3-6, 6-1   | Parcours |
|                                                                            |            |                     |                                    |                                   |                                  |                 |          |
| 1992 - 1/4 de finale (groupe mondial) - Allemagne - Pologne - 3 : 0        |            |                     |                                    |                                   |                                  |                 |          |
| 9                                                                          | 16/07/1992 | Francfort           | Terre (ext.)                       | Anke Huber                        | Magdalena Feistel                | 6-0, 6-3        | Parcours |
| 9                                                                          | 16/07/1992 | Francfort           | Terre (ext.)                       | Steffi Graf Anke Huber            | Magdalena Feistel K. Teodorowicz | 6-4, 7-5        | Parcours |
|                                                                            |            |                     |                                    |                                   |                                  |                 |          |
| 1992 - 1/2 finale (groupe mondial) - Allemagne - États-Unis - 2 : 1        |            |                     |                                    |                                   |                                  |                 |          |
| 10                                                                         | 18/07/1992 | Francfort           | Terre (ext.)                       | Anke Huber                        | Gigi Fernández                   | 7-5, 6-3        | Parcours |
|                                                                            |            |                     |                                    |                                   |                                  |                 |          |
| 1992 - Finale (groupe mondial) - Allemagne - Espagne - 2 : 1               |            |                     |                                    |                                   |                                  |                 |          |
| 11                                                                         | 13/07/1992 | Francfort           | Terre (ext.)                       | Anke Huber                        | Conchita Martínez                | 6-3, 6-70, 6-1  | Parcours |
| 11                                                                         | 13/07/1992 | Francfort           | Terre (ext.)                       | Conchita Martínez Arantxa Sánchez | Anke Huber Barbara Rittner       | 6-1, 6-2        | Parcours |
|                                                                            |            |                     |                                    |                                   |                                  |                 |          |
| 1993 - 1er tour (groupe mondial) - Allemagne - Australie - 1 : 2           |            |                     |                                    |                                   |                                  |                 |          |
| 12                                                                         | 20/07/1993 | Francfort           | Terre (ext.)                       | Anke Huber                        | Elizabeth Smylie                 | 6-1, 6-2        | Parcours |
| 12                                                                         | 20/07/1993 | Francfort           | Terre (ext.)                       | Elizabeth Smylie Rennae Stubbs    | Anke Huber Barbara Rittner       | 5-7, 6-4, 6-3   | Parcours |
|                                                                            |            |                     |                                    |                                   |                                  |                 |          |
| 1994 - 1er tour (groupe mondial) - Allemagne - Colombie - 3 : 0            |            |                     |                                    |                                   |                                  |                 |          |
| 13                                                                         | 18/07/1994 | Francfort           | Terre (ext.)                       | Anke Huber                        | Carmina Giraldo                  | 6-0, 3-6, 6-2   | Parcours |
|                                                                            |            |                     |                                    |                                   |                                  |                 |          |
| 1994 - 2e tour (groupe mondial) - Allemagne - Slovaquie - 2 : 1            |            |                     |                                    |                                   |                                  |                 |          |
| 14                                                                         | 20/07/1994 | Francfort           | Terre (ext.)                       | Anke Huber                        | Karina Habšudová                 | 7-66, 7-5       | Parcours |
|                                                                            |            |                     |                                    |                                   |                                  |                 |          |
| 1994 - 1/4 de finale (groupe mondial) - Allemagne - Afrique du Sud - 3 : 0 |            |                     |                                    |                                   |                                  |                 |          |
| 15                                                                         | 22/07/1994 | Francfort           | Terre (ext.)                       | Anke Huber                        | Joannette Kruger                 | 6-1, 6-2        | Parcours |
|                                                                            |            |                     |                                    |                                   |                                  |                 |          |
| 1994 - 1/2 finale (groupe mondial) - Allemagne - Espagne - 1 : 2           |            |                     |                                    |                                   |                                  |                 |          |
| 16                                                                         | 23/07/1994 | Francfort           | Terre (ext.)                       | Arantxa Sánchez                   | Anke Huber                       | 4-6, 6-0, 7-5   | Parcours |
|                                                                            |            |                     |                                    |                                   |                                  |                 |          |
| 1995 - 1/4 de finale (groupe mondial) - Allemagne - Japon - 4 : 1          |            |                     |                                    |                                   |                                  |                 |          |
| 17                                                                         | 22/04/1995 | Fribourg-en-Brisgau | Terre (ext.)                       | Anke Huber                        | Kyoko Nagatsuka                  | 6-0, 5-7, 6-4   | Parcours |
| 17                                                                         | 22/04/1995 | Fribourg-en-Brisgau | Terre (ext.)                       | Anke Huber                        | Mana Endo                        | 6-3, 7-5        | Parcours |
|                                                                            |            |                     |                                    |                                   |                                  |                 |          |
| 1995 - 1/2 finale (groupe mondial) - Espagne - Allemagne - 3 : 2           |            |                     |                                    |                                   |                                  |                 |          |
| 18                                                                         | 22/07/1995 | Santander           | Terre (ext.)                       | Conchita Martínez                 | Anke Huber                       | 6-2, 2-6, 6-0   | Parcours |
| 18                                                                         | 22/07/1995 | Santander           | Terre (ext.)                       | Arantxa Sánchez                   | Anke Huber                       | 6-3, 1-6, 6-2   | Parcours |
| 18                                                                         | 22/07/1995 | Santander           | Terre (ext.)                       | Anke Huber Claudia Porwik         | Virginia Ruano M. A. Sánchez     | 6-2, 6-2        | Parcours |
|                                                                            |            |                     |                                    |                                   |                                  |                 |          |
| 1996 - 1/4 de finale (groupe mondial) - Japon - Allemagne - 3 : 2          |            |                     |                                    |                                   |                                  |                 |          |
| 19                                                                         | 27/04/1996 | Tokyo               | Dur (int.)                         | Kimiko Date                       | Anke Huber                       | 4-6, 6-4, 6-1   | Parcours |
| 19                                                                         | 27/04/1996 | Tokyo               | Dur (int.)                         | Anke Huber                        | Naoko Sawamatsu                  | 6-4, 4-6, 6-2   | Parcours |
| 19                                                                         | 27/04/1996 | Tokyo               | Dur (int.)                         | Kyoko Nagatsuka Ai Sugiyama       | Steffi Graf Anke Huber           | 4-6, 6-3, 6-3   | Parcours |
|                                                                            |            |                     |                                    |                                   |                                  |                 |          |
| 1996 - Barrage (groupe mondial I) - Autriche - Allemagne - 1 : 4           |            |                     |                                    |                                   |                                  |                 |          |
| 20                                                                         | 13/07/1996 | Pörtschach          | Terre (ext.)                       | Anke Huber                        | Barbara Paulus                   | 6-4, 6-3        | Parcours |
| 20                                                                         | 13/07/1996 | Pörtschach          | Terre (ext.)                       | Anke Huber                        | Judith Wiesner                   | 6-3, 7-63       | Parcours |
|                                                                            |            |                     |                                    |                                   |                                  |                 |          |
| 1997 - Barrage (groupe mondial I) - Allemagne - Croatie - 3 : 2            |            |                     |                                    |                                   |                                  |                 |          |
| 21                                                                         | 12/07/1997 | Francfort           | Moquette (ext.)                    | Anke Huber                        | Mirjana Lučić                    | 6-2, 6-2        | Parcours |
| 21                                                                         | 12/07/1997 | Francfort           | Moquette (ext.)                    | Anke Huber                        | Iva Majoli                       | 6-74, 6-2, 6-0  | Parcours |
| 21                                                                         | 12/07/1997 | Francfort           | Moquette (ext.)                    | Meike Babel Anke Huber            | Mirjana Lučić Iva Majoli         | 7-64, 6-74, 6-1 | Parcours |
|                                                                            |            |                     |                                    |                                   |                                  |                 |          |
| 1998 - Barrage (groupe mondial I) - Russie - Allemagne - 4 : 1             |            |                     |                                    |                                   |                                  |                 |          |
| 22                                                                         | 25/07/1998 | Moscou              | Dur (int.)                         | Elena Makarova                    | Anke Huber                       | 6-1, 7-66       | Parcours |
| 22                                                                         | 25/07/1998 | Moscou              | Dur (int.)                         | Tatiana Panova                    | Anke Huber                       | 7-5, 6-3        | Parcours |
|                                                                            |            |                     |                                    |                                   |                                  |                 |          |
| 2000 - Round robin (groupe mondial) - Croatie - Allemagne - 1 : 2          |            |                     |                                    |                                   |                                  |                 |          |
| 23                                                                         | 27/04/2000 | Bari                | Terre (ext.)                       | Anke Huber                        | Silvija Talaja                   | 6-2, 6-2        | Parcours |
| 23                                                                         | 27/04/2000 | Bari                | Terre (ext.)                       | Anke Huber Barbara Rittner        | Jelena Kostanić Silvija Talaja   | 6-4, 6-1        | Parcours |
|                                                                            |            |                     |                                    |                                   |                                  |                 |          |
| 2000 - Round robin (groupe mondial) - Espagne - Allemagne - 2 : 1          |            |                     |                                    |                                   |                                  |                 |          |
| 24                                                                         | 29/04/2000 | Bari                | Terre (ext.)                       | Anke Huber                        | Conchita Martínez                | 6-3, 6-1        | Parcours |
| 24                                                                         | 29/04/2000 | Bari                | Terre (ext.)                       | Conchita Martínez Arantxa Sánchez | Anke Huber Barbara Rittner       | 6-2, 6-3        | Parcours |
|                                                                            |            |                     |                                    |                                   |                                  |                 |          |
| 2000 - Round robin (groupe mondial) - Italie - Allemagne - 1 : 2           |            |                     |                                    |                                   |                                  |                 |          |
| 25                                                                         | 30/04/2000 | Bari                | Terre (ext.)                       | Anke Huber                        | Silvia Farina                    | 7-65, 7-5       | Parcours |
| 25                                                                         | 30/04/2000 | Bari                | Terre (ext.)                       | Anke Huber Barbara Rittner        | Silvia Farina Rita Grande        | 6-3, 7-5        | Parcours |
|                                                                            |            |                     |                                    |                                   |                                  |                 |          |
| 2001 - 1/4 de finale (groupe mondial) - Allemagne - Argentine - 1 : 4      |            |                     |                                    |                                   |                                  |                 |          |
| 26                                                                         | 21/07/2001 | Hambourg            | Terre (ext.)                       | Anke Huber                        | María Emilia Salerni             | 4-6, 6-2, 6-1   | Parcours |
| 26                                                                         | 21/07/2001 | Hambourg            | Terre (ext.)                       | Paola Suárez                      | Anke Huber                       | 4-6, 6-3, 12-10 | Parcours |

## Classements WTA en fin de saison

### En simple
| Année | 1989 | 1990 | 1991 | 1992 | 1993 | 1994 | 1995 | 1996 | 1997 | 1998 | 1999 | 2000 | 2001 |
| Rang  | 199  | 37   | 14   | 11   | 10   | 12   | 10   | 7    | 14   | 21   | 16   | 19   | 18   |

Source : (en) « Classements de Anke Huber », sur le site officiel du WTA Tour

### En double
Source : (en) « Classements de Anke Huber », sur le site officiel du WTA Tour

## Vie privée
Durant sa carrière tennistique, elle a été la compagne de l'ancien joueur ukrainien Andreï Medvedev.
En avril 2005, elle donne naissance à un garçon prénommé Moritz Luca, puis en octobre 2006 à une fille, Laura Sophie. Le père des deux enfants est Roger Wittmann.